# Pierre Gauthiez
Pierre Gauthiez (né Pierre Michel Alexis Gauthiez à Fontenay-aux-Roses le 28 mars 1862 ; mort à Paris 5e le 29 mai 1945) est un écrivain et critique d'art français.

## Biographie
Élève au lycée Louis-le-Grand à Paris, Pierre Gauthiez est admis à l'École normale supérieure en 1880. Il obtient l'agrégation de lettres en 1883. Il enseigne deux ans à Orléans avant de devenir bibliothécaire à l'Arsenal.
Il collabore à diverses revues littéraires et artistiques et publie de nombreux ouvrages témoignant de goûts éclectiques, avec un intérêt marqué pour l'Italie de la Renaissance. Il est également l'auteur de poèmes et de romans;

## Principales œuvres
- De Vigili philosophia, thesim, Facultati litterarum Parisiensi proponerat, Parisiis, apud Hachette, MDCCCXCV
- L'Italie du XVIe siècle. L'Arétin (1492-1556), Paris, Hachette, 1895.
- L'Italie du XVIe siècle :Jean des Bandes Noires (1498-1526), Paris, Ollendorf, 1901.
- Dante : essai sur sa vie d'après l'œuvre et les documents, Paris, Laurens, 1908.
- Milan, Paris, H. Laurence, 1909.
- Henri Heine, Paris, H. Didier, 1913.
- L'Italie du XVIe siècle : Lorenzaccio (Lorenzino de Médicis), 1514-1548, Paris, Fontemoing, 1914.
- Sainte Catherine de Sienne, 1347-1380, Paris, Bloud et Gay, 1916.
- La vie et l'œuvre de Dante, Paris, Tallandier, 1928.
- Holbein[Lequel ?], Paris, H. Laurens, 1927.
- Paris, Paris, Arthaud, 1929 (nombreuses rééditions).
- Vie de Dante par Jean Boccace, (trad. par Pierre Gauthiez), Paris, Tallandier, 1929.
- L'Italie du XVIe siècle : Vie de Bianca Cappello, Paris, Tallandier, 1929.
- Dante le chrétien, Paris, Plon, 1931.
- Trois Médicis, Paris, Plon, 1933.